# Herbert Hindelang
Herbert Hindelang (* 8. Dezember 1940 in Hertingen) ist ein früherer deutscher Biathlet.
Herbert Hindelang startete für den Sportclub Nesselwang. Er nahm erstmals 1966 in Garmisch-Partenkirchen, danach 1967 in Altenberg an Biathlon-Weltmeisterschaften teil und wurde 34. im Einzel. Karrierehöhepunkt wurden die Olympischen Winterspiele 1968 in Grenoble, wo Hindelang 41. des Einzels und mit Theo Merkel, Xaver Kraus und Gerhard Gehring Neunter mit der Staffel wurde. 1969 kam er in Zakopane nochmals bei Biathlon-Weltmeisterschaften zum Einsatz und erreichte den 48. Platz im Einzel. In Östersund nahm er 1970 zum vierten, in Hämeenlinna 1971 zum fünften Mal an Weltmeisterschaften teil. Nach seiner aktiven Karriere wurde er Trainer im Verein.